# Marikovský potok
Marikovský potok je potok v Horním Pováží, na území okresu Považská Bystrica. Je to pravostranný přítok Váhu, má délku 21,5 km a je tokem III. řádu.

## Pramen
Pramení v Javorníkách na jižních svazích Malého Javorníku (1 019,2 m n. m.) v nadmořské výšce přibližně 790 metrů, přibližně 350 metrů od státní hranice s Českem.

## Popis toku
V pramenné oblasti teče zprvu jihozápadním směrem, v obci Horná Mariková se postupně esovitě stáčí severojižním směrem. Za osadou Vlkov již pokračuje převážně jihovýchodním směrem. Na dolním toku, nad obcí Udiča, se stáčí a k svému ústí teče severojižním směrem.

## Přítoky
- pravostranné: přítok (664,9 m n. m.) z jihozápadního svahu Malého Javorníku, přítok od Frňovského sedla (916 m n. m.), přítok z jižního svahu Frňovského (959,8 m n. m.), Vlkovský potok, přítok pramenící severovýchodně od kóty 891,4 m n. m., přítok z osady Žrnové, přítok z osady Hlboké, Kátlinský potok, přítok z jižního svahu Michalové (601 m n. m.), přítok z východního svahu Javornický (608,9 m n. m.), Radotiná, přítok ze severního svahu Budišové (540,1 m n. m.)
- levostranné: přítok ze severozápadního svahu Galkova (943,1 m n. m.), přítok z jihozápadního svahu Galkova, přítok z osady Handárovci, Udičiansky potok, přítok z jihozápadního svahu Hladové (923,5 m n. m.), přítok z osady Rovné, patřící k Horní Marikové, přítok z jižního svahu Bônu (748,4 m n. m.), Besné, přítok z lokality Stožiská, přítok ze západoseverozápadního úpatí Lopušné (580,0 m n. m.), přítok z lokality Hradište

## Ústí
Marikovský potok se vlévá do vodní nádrže Nosice na jižním okraji obce Udiča v nadmořské výšce 280 m n. m.

## Obce
- Horná Mariková a její osady
- Dolná Mariková
- Hatné
- Prosné
- Udiča